# (219) Thusnelda
(219) Thusnelda es un asteroide perteneciente al cinturón de asteroides descubierto el 30 de septiembre de 1880 por Johann Palisa desde el observatorio de Pula, Croacia.
Está nombrado en honor de la heroína germánica Thusnelda.